# Elezioni parlamentari in Macedonia del Nord del 2024
Le elezioni parlamentari in Macedonia del Nord del 2024 si sono tenute l’8 maggio, contemporaneamente al secondo turno delle elezioni presidenziali, per il rinnovo della Sobranie, il parlamento del paese.
Esse hanno visto la vittoria del Partito Democratico per l'Unità Nazionale Macedone (VMRO-DPMNE), il cui blocco di centro-destra “La Tua Macedonia”, giunto a ben 58 seggi, ha di poco mancato la maggioranza assoluta, sebbene distaccando comunque di gran lunga i propri avversari di centro-sinistra, il cui blocco “Per un Futuro Europeo”, guidato dall’Unione Socialdemocratica di Macedonia (SDSM), pur essendo giunto secondo per preferenze ha comunque visto un enorme crollo di consensi, tanto da ottenere solo 18 seggi ed essere stato anche superato numericamente da un altro blocco europeista, “Per un Fronte Europeo”, giunto, con 19 seggi, ad un ruolo di particolare importanza in assemblea.

## Sistema elettorale

Le sei circoscrizioni plurinominali nazionali nord-macedoni.

Per le elezioni parlamentari, la legge elettorale nord-macedone prevede l’applicazione di un sistema proporzionale a lista chiusa di partito in 6 collegi plurinominali, da 20 seggi ciascuno, ed un collegio per i cittadini all’estero, da 3 seggi.
Peculiarità di quest’ultimi seggi, tuttavia, è che essi sono assegnati solo se il numero di voti espressi per una lista elettorale supera quello del candidato eletto con il minor numero di preferenze a livello nazionale nelle elezioni precedenti (sebbene questo valore non possa essere inferiore al 2%): in tal senso, dunque, poiché si può vincere un seggio solo se supera questa soglia, due seggi se la raddoppia e tutti e tre i seggi solo se la triplica, è spesso capitato (come nel 2016) che questi seggi non siano assegnati a causa di un'insufficiente affluenza.
In seguito, dunque, tutte le preferenze sono tradotte in scranni secondo il metodo D'Hondt.

## Risultati
| La Tua Macedonia (TM)            | 436 036   | 44,54 | 58  |  |  |  |
| Per un Futuro Europeo (ZEI)      | 154 687   | 15,80 | 18  |  |  |  |
| Fronte Europeo (EF)              | 137 561   | 14,05 | 19  |  |  |  |
| Coalizione VLEN (VLEN-K)         | 107 081   | 10,94 | 13  |  |  |  |
| Levica (LEVICA)                  | 68 663    | 7,01  | 6   |  |  |  |
| Per la Nostra Macedonia (ZNAM)   | 56 288    | 5,75  | 6   |  |  |  |
| Coraggio per la Macedonia (GROM) | 4 522     | 0,46  | –   |  |  |  |
| Altri <0,45%                     | 14 115    | 1,44  | –   |  |  |  |
| Totale                           | 978 953   | 100   | 120 |  |  |  |
|                                  |           |       |     |  |  |  |
| Voti non validi                  | 27 474    | 2,73  |     |  |  |  |
| Votanti                          | 1 006 427 | 55,44 |     |  |  |  |
| Elettori                         | 1 815 350 |       |     |  |  |  |